# Покісниця велетенська
Покісниця велетенська (Puccinellia gigantea) — вид трав'янистих рослин з родини злакові (Poaceae), поширений у пд.-сх. і сх. Європі, в Азії на схід до північного Китаю.

## Опис
Багаторічна рослина 40–90 см заввишки. Стебла не сплюснуті. Волоть 6.5–30 см завдовжки, до і після цвітіння стиснута. Нижня квіткова луска 2—2.7 мм завдовжки, на верхівці раптом звужена, біля основи трохи волосиста. Листові піхви відкриті на більшій частині своєї довжини. Лігула 3 мм завдовжки. Листові пластини 10–20 см завдовжки, 1–3 мм завширшки; середньо-зелені, або сірувато-зелені; верхівки загострені. Пиляків 3; 1.3–1.5 мм завдовжки. 2n = 14.

## Поширення
Поширений у пд.-сх. і сх. Європі (Молдова, Україна, Росія), в Азії на схід до північного Китаю.
В Україні вид зростає на солончаках — у півд. ч. Лівобережного Лісостепу та Степу, включаючи Степовий Крим, досить часто.